# Rent a Friend
Rent a Friend is een Nederlandse film uit 2000 van Eddy Terstall. De film neemt het verhuren van goederen op de hak, anno 2000 is het verhuren en gehuurd worden een grote bedrijfstak geworden in Nederland, en Terstall bedacht hoe het zou zijn om je zelf te verhuren als vriend voor een ander. De vertaling van de titel is Huur een vriend.

## Verhaal
Arthur en Moniek zitten in een moeilijke periode in hun relatie. Arthur vindt zichzelf een goede kunstschilder, maar Moniek vindt dat hij eens een echte baan moet gaan zoeken. Arthur weigert dit en Moniek verlaat hem. Als Arthur zijn huur niet meer kan betalen vanwege de tegenvallende verkopen van zijn doeken, besluit hij zichzelf te gaan verhuren als huisvriend. Daarop volgt een reeks situaties waarin de gehuurde vriend een rol speelt, zoals voetbal kijken met een eenzame fan van het Duitse voetbalelftal. Het concept van het verhuren als vriend wordt zo succesvol dat Arthur anderen gaat inhuren, en Rent a Friend wordt een steeds groter bedrijf. Wanneer Arthur uiteindelijk de ook door hem ingehuurde manager Françoise beter leert kennen realiseert hij zich dat hij zijn leven een nieuwe vorm heeft gegeven; als Moniek weer avances maakt, wijst hij haar af.

## Rolverdeling
| Acteur           | Personage           |
| ---------------- | ------------------- |
| Marc van Uchelen | Arthur              |
| Rifka Lodeizen   | Moniek              |
| Nadja Hüpscher   | Françoise           |
| Huub Stapel      | Dhr Bloedworst      |
| Victor Löw       | Dhr van Duitsebloed |
| Peer Mascini     | Smulders            |